# Скотт (округ, Теннессі)
Шаблон:StateAbbr_ 36°26′ пн. ш. 84°31′ зх. д. / 36.43° пн. ш. 84.51° зх. д.
Округ  Скотт (англ. Scott County) — округ (графство) у штаті  Теннессі, США. Ідентифікатор округу 47151.

## Історія
Округ утворений 1849 року.

## Демографія
За даними перепису 2000 року загальне населення округу становило 21127 осіб, зокрема міського населення було 3074, а сільського — 18053. Серед мешканців округу чоловіків було 10423, а жінок — 10704. В окрузі було 8203 домогосподарства, 6016 родин, які мешкали в 8909 будинках. Середній розмір родини становив 3,02.
Віковий розподіл населення поданий у таблиці:
| Стать    | До 15 років | 15-21 | 22-29 | 30-39 | 40-49 | 50-65 | 65-85 | Понад 85 |
| -------- | ----------- | ----- | ----- | ----- | ----- | ----- | ----- | -------- |
| Чоловіки | 2344        | 1161  | 1200  | 1562  | 1465  | 1732  | 887   | 72       |
| Жінки    | 2212        | 1027  | 1166  | 1550  | 1529  | 1795  | 1243  | 182      |

## Суміжні округи
- Маккрірі, Кентуккі — північ
- Кемпбелл — схід
- Андерсон — південний схід
- Морган — південний захід
- Фентресс — захід
- Пікетт — північний захід
- Вейн, Кентуккі — північний захід

## Виноски
1. ↑  U.S. Decennial Census. United States Census Bureau. Архів оригіналу за 19 липня 2018. Процитовано 14 квітня 2015.
2. ↑  Historical Census Browser. University of Virginia Library. Архів оригіналу за 11 серпня 2012. Процитовано 14 квітня 2015.
3. ↑  Forstall, Richard L., ред. (27 березня 1995). Population of Counties by Decennial Census: 1900 to 1990. United States Census Bureau. Архів оригіналу за 21 лютого 2015. Процитовано 14 квітня 2015.
4. ↑  Census 2000 PHC-T-4. Ranking Tables for Counties: 1990 and 2000 (PDF). United States Census Bureau. 2 квітня 2001. Архів оригіналу (PDF) за 18 грудня 2014. Процитовано 14 квітня 2015.
5. ↑  State & County QuickFacts. United States Census Bureau. Архів оригіналу за 18 липня 2011. Процитовано 7 грудня 2013. [Архівовано 2011-06-07 у Wayback Machine.](англ.) Наведено за англійською вікіпедією.
6. ↑  American FactFinder. Бюро перепису населення США. Архів оригіналу за 26 лютого 2012. Процитовано 31 січня 2008. [Архівовано 2008-05-21 у Wayback Machine.]

| США | Це незавершена стаття з географії США. Ви можете допомогти проєкту, виправивши або дописавши її. |